# Juan Francisco de Grecia
Juan Francisco de Grecia (23 de abril de 1981), príncipe de Grecia y Dinamarca, duque de Rambouillet y marqués consorte de Saint-Omer, conocido como Jean-François Caracci, afirma ser el hijo escondido del rey Miguel I de Rumania y de su relación incestuosa con su hija la princesa Sofía.

## Biografía
Según diversas declaraciones, es hijo ilegítimo del rey Miguel I de Rumanía en el exilio y fruto de incesto según análisis de ADN revelados en 2018. Nacido en lugar desconocido el 23 de abril de 1981 y criado inicialmente en un orfanato, fue acogido a los tres años y se crio entre Sicilia y Montpellier con sus padres adoptivos, una familia francoitaliana de empresarios adinerados; su padrino fue Silvio Berlusconi. Sirvió y recibió formación militar superior en el Ejército de Tierra de la República Francesa. Obtuvo un máster en comercio (especialidad mercado del arte) y se estabeció como marchante de arte en Montpellier. Con el tiempo se convertirá en "uno de los marchantes de arte más potentes de Europa". Su ferviente fe cristiana lo lleva, no obstante, a cursar estudios en el Seminario Internacional de Ars, dependiente de la Sociedad Jean-Marie Vianney y de la diócesis de Belley-Ars, y llega a ser ordenado diácono. La colección Caracci, que fundó en 2004, en 2015 estaba valorada en 10 millones de euros. Caracci es, además, autor de tres ensayos sobre la relación entre el arte y lo sagrado y una novela. Actualmente es director de relaciones públicas de una agencia francesa de arquitectura.

## Rey de Rumaníade iure
Tras la muerte del rey Miguel en 2017, por ser su único hijo varón, es pretendiente al trono rumano. La Santa Orden Ecuestre y Católica de Simón Pedro, que otorga títulos propios de nobleza y de la que es miembro, lo invistió en 2019 duque de Rambouillet al mismo tiempo que lo nombró su primer comendador de honor de la Orden. Cristiano ferviente, es el creador y gran maestre de la Orden de la Corona de Escocia, con la que reconoce a los caballeros y sacerdotes distinguidos por su nobleza de espíritu. El príncipe ha sugerido su disponibilidad a asumir la corona de Rumanía en la prensa de aquel país. Varias autoridades religiosas ortodoxas y católicas han mostrado su apoyo al príncipe.
Públicamente ha adoptado los apellidos de su abuela paterna Elena, descendiente de los reyes de Grecia y Dinamarca. También está emparentado cercanamente con las realezas rusa, británica, alemana, portuguesa, finlandesa y escocesa. Desde el verano de 2017 está casado con la escritora, pintora e ilustradora Bénédicte Bocquet, a la que conoció en el ejercicio de su profesión.

## Distinciones honoríficas
- Miembro activo del Círculo Legitimista "Luis XVII, duque de Normandía".
- Doctor honoris causa en Teología. Patriarcado Ortodoxo de las Naciones.
- Miembro honorario del Aerópago Federico II de Prusia.
- Miembro honorario de la Sociedad Internacional de Derecho Militar y de la Guerra.
- Excelente y fidelísimo caballero y comendador de Honor de la Santa Orden Ecuestre y Católica de Simón Pedro.
- Gran maestre adjunto honorario de la Gran Logia de los Ritos y Tradiciones.
- Consejero de S.S. el Patriarca en el Patriarcado Ortodoxo de las Naciones.
- Gran Cruz de la Orden de la Corona de Escocia.
- Comendador de Honor de la Santa Orden de San Demetrio.
- Doctor honoris causa en Teología. Instituto San Serafín de Sarov.
- Fundador de la Academia de los Caracci.
- Gran maestre adjunto honorario de la Gran Logia del Arte.
- Consejero del gran maestre provincial en la Gran Logia Nacional Francesa.
- Obispo Honoris Causa de la Antigua Iglesia Católica Búlgara.
- Gran Protector para los países del Este de la Orden de Malta.

## Obra sobre arte
Lo mejor de su pensamiento sobre arte está recogido en sus tres ensayos:
- Jean-François Caracci, L'art de créer. Traité sur le sacré de l'Art, Du Net Éditions, 2015.
- Jean-François Caracci, Académie des Caracci. De l'art sacré au sacré de l'art, Du Net Éditions, 2016.
- Jean-François Caracci, Jean-François Caracci dit Jean le Retrouvé, Du Net Éditions, 2016.

## Obra novelística
- Jean-François Caracci, Quand Dieu va à confesse, BCB, 2021.[13]

## Ancestros directos
|  |                                                   |  |  |  |  |  |  |  |  |  |  |  |  |  |  |  |
|  | 16. Leopoldo, príncipe de Hohenzollern            |  |  |  |  |  |  |  |  |  |  |  |  |  |  |  |
|  |                                                   |  |  |  |  |  |  |  |  |  |  |  |  |  |  |  |
|  |                                                   |  |  |  |  |  |  |  |  |  |  |  |  |  |  |  |
|  | 8. Fernando I de Rumanía                          |  |  |  |  |  |  |  |  |  |  |  |  |  |  |  |
|  |                                                   |  |  |  |  |  |  |  |  |  |  |  |  |  |  |  |
|  |                                                   |  |  |  |  |  |  |  |  |  |  |  |  |  |  |  |
|  | 17. Infanta Antonia de Portugal                   |  |  |  |  |  |  |  |  |  |  |  |  |  |  |  |
|  |                                                   |  |  |  |  |  |  |  |  |  |  |  |  |  |  |  |
|  |                                                   |  |  |  |  |  |  |  |  |  |  |  |  |  |  |  |
|  | 4. Carlos II de Rumanía                           |  |  |  |  |  |  |  |  |  |  |  |  |  |  |  |
|  |                                                   |  |  |  |  |  |  |  |  |  |  |  |  |  |  |  |
|  |                                                   |  |  |  |  |  |  |  |  |  |  |  |  |  |  |  |
|  | 18. Alfredo, duque de Sajonia-Coburgo-Gotha       |  |  |  |  |  |  |  |  |  |  |  |  |  |  |  |
|  |                                                   |  |  |  |  |  |  |  |  |  |  |  |  |  |  |  |
|  |                                                   |  |  |  |  |  |  |  |  |  |  |  |  |  |  |  |
|  | 9. Princesa María de Edimburgo                    |  |  |  |  |  |  |  |  |  |  |  |  |  |  |  |
|  |                                                   |  |  |  |  |  |  |  |  |  |  |  |  |  |  |  |
|  |                                                   |  |  |  |  |  |  |  |  |  |  |  |  |  |  |  |
|  | 19. Gran Duquesa María Aleksándrovna de Rusia     |  |  |  |  |  |  |  |  |  |  |  |  |  |  |  |
|  |                                                   |  |  |  |  |  |  |  |  |  |  |  |  |  |  |  |
|  |                                                   |  |  |  |  |  |  |  |  |  |  |  |  |  |  |  |
|  | 2. Miguel I de Rumanía                            |  |  |  |  |  |  |  |  |  |  |  |  |  |  |  |
|  |                                                   |  |  |  |  |  |  |  |  |  |  |  |  |  |  |  |
|  |                                                   |  |  |  |  |  |  |  |  |  |  |  |  |  |  |  |
|  | 20. Jorge I de Grecia                             |  |  |  |  |  |  |  |  |  |  |  |  |  |  |  |
|  |                                                   |  |  |  |  |  |  |  |  |  |  |  |  |  |  |  |
|  |                                                   |  |  |  |  |  |  |  |  |  |  |  |  |  |  |  |
|  | 10. Constantino I de Grecia                       |  |  |  |  |  |  |  |  |  |  |  |  |  |  |  |
|  |                                                   |  |  |  |  |  |  |  |  |  |  |  |  |  |  |  |
|  |                                                   |  |  |  |  |  |  |  |  |  |  |  |  |  |  |  |
|  | 21. Gran Duquesa Olga Constantínova de Rusia      |  |  |  |  |  |  |  |  |  |  |  |  |  |  |  |
|  |                                                   |  |  |  |  |  |  |  |  |  |  |  |  |  |  |  |
|  |                                                   |  |  |  |  |  |  |  |  |  |  |  |  |  |  |  |
|  | 5. Princesa Elena de Grecia y Dinamarca           |  |  |  |  |  |  |  |  |  |  |  |  |  |  |  |
|  |                                                   |  |  |  |  |  |  |  |  |  |  |  |  |  |  |  |
|  |                                                   |  |  |  |  |  |  |  |  |  |  |  |  |  |  |  |
|  | 22. Federico III de Alemania                      |  |  |  |  |  |  |  |  |  |  |  |  |  |  |  |
|  |                                                   |  |  |  |  |  |  |  |  |  |  |  |  |  |  |  |
|  |                                                   |  |  |  |  |  |  |  |  |  |  |  |  |  |  |  |
|  | 11. Princesa Sofía de Prusia                      |  |  |  |  |  |  |  |  |  |  |  |  |  |  |  |
|  |                                                   |  |  |  |  |  |  |  |  |  |  |  |  |  |  |  |
|  |                                                   |  |  |  |  |  |  |  |  |  |  |  |  |  |  |  |
|  | 23. Victoria, princesa real del Reino Unido       |  |  |  |  |  |  |  |  |  |  |  |  |  |  |  |
|  |                                                   |  |  |  |  |  |  |  |  |  |  |  |  |  |  |  |
|  |                                                   |  |  |  |  |  |  |  |  |  |  |  |  |  |  |  |
|  | 1. Juan Francisco de Grecia, duque de Rambouillet |  |  |  |  |  |  |  |  |  |  |  |  |  |  |  |
|  |                                                   |  |  |  |  |  |  |  |  |  |  |  |  |  |  |  |
|  |                                                   |  |  |  |  |  |  |  |  |  |  |  |  |  |  |  |
|  | 24. Fernando I de Rumanía                         |  |  |  |  |  |  |  |  |  |  |  |  |  |  |  |
|  |                                                   |  |  |  |  |  |  |  |  |  |  |  |  |  |  |  |
|  |                                                   |  |  |  |  |  |  |  |  |  |  |  |  |  |  |  |
|  | 12. Carlos II de Rumanía                          |  |  |  |  |  |  |  |  |  |  |  |  |  |  |  |
|  |                                                   |  |  |  |  |  |  |  |  |  |  |  |  |  |  |  |
|  |                                                   |  |  |  |  |  |  |  |  |  |  |  |  |  |  |  |
|  | 25. Princesa María de Edimburgo                   |  |  |  |  |  |  |  |  |  |  |  |  |  |  |  |
|  |                                                   |  |  |  |  |  |  |  |  |  |  |  |  |  |  |  |
|  |                                                   |  |  |  |  |  |  |  |  |  |  |  |  |  |  |  |
|  | 6. Miguel I de Rumanía                            |  |  |  |  |  |  |  |  |  |  |  |  |  |  |  |
|  |                                                   |  |  |  |  |  |  |  |  |  |  |  |  |  |  |  |
|  |                                                   |  |  |  |  |  |  |  |  |  |  |  |  |  |  |  |
|  | 26. Constantino I de Grecia                       |  |  |  |  |  |  |  |  |  |  |  |  |  |  |  |
|  |                                                   |  |  |  |  |  |  |  |  |  |  |  |  |  |  |  |
|  |                                                   |  |  |  |  |  |  |  |  |  |  |  |  |  |  |  |
|  | 13. Princesa Elena de Grecia y Dinamarca          |  |  |  |  |  |  |  |  |  |  |  |  |  |  |  |
|  |                                                   |  |  |  |  |  |  |  |  |  |  |  |  |  |  |  |
|  |                                                   |  |  |  |  |  |  |  |  |  |  |  |  |  |  |  |
|  | 27. Princesa Sofía de Prusia                      |  |  |  |  |  |  |  |  |  |  |  |  |  |  |  |
|  |                                                   |  |  |  |  |  |  |  |  |  |  |  |  |  |  |  |
|  |                                                   |  |  |  |  |  |  |  |  |  |  |  |  |  |  |  |
|  | 3. Sofía de Rumanía                               |  |  |  |  |  |  |  |  |  |  |  |  |  |  |  |
|  |                                                   |  |  |  |  |  |  |  |  |  |  |  |  |  |  |  |
|  |                                                   |  |  |  |  |  |  |  |  |  |  |  |  |  |  |  |
|  | 28. Roberto I de Parma                            |  |  |  |  |  |  |  |  |  |  |  |  |  |  |  |
|  |                                                   |  |  |  |  |  |  |  |  |  |  |  |  |  |  |  |
|  |                                                   |  |  |  |  |  |  |  |  |  |  |  |  |  |  |  |
|  | 14. Renato de Borbón-Parma                        |  |  |  |  |  |  |  |  |  |  |  |  |  |  |  |
|  |                                                   |  |  |  |  |  |  |  |  |  |  |  |  |  |  |  |
|  |                                                   |  |  |  |  |  |  |  |  |  |  |  |  |  |  |  |
|  | 29. María Antonia de Braganza                     |  |  |  |  |  |  |  |  |  |  |  |  |  |  |  |
|  |                                                   |  |  |  |  |  |  |  |  |  |  |  |  |  |  |  |
|  |                                                   |  |  |  |  |  |  |  |  |  |  |  |  |  |  |  |
|  | 7. Ana de Borbón-Parma                            |  |  |  |  |  |  |  |  |  |  |  |  |  |  |  |
|  |                                                   |  |  |  |  |  |  |  |  |  |  |  |  |  |  |  |
|  |                                                   |  |  |  |  |  |  |  |  |  |  |  |  |  |  |  |
|  | 30. Valdemar de Dinamarca                         |  |  |  |  |  |  |  |  |  |  |  |  |  |  |  |
|  |                                                   |  |  |  |  |  |  |  |  |  |  |  |  |  |  |  |
|  |                                                   |  |  |  |  |  |  |  |  |  |  |  |  |  |  |  |
|  | 15. Margarita de Dinamarca                        |  |  |  |  |  |  |  |  |  |  |  |  |  |  |  |
|  |                                                   |  |  |  |  |  |  |  |  |  |  |  |  |  |  |  |
|  |                                                   |  |  |  |  |  |  |  |  |  |  |  |  |  |  |  |
|  | 31. María de Orleáns                              |  |  |  |  |  |  |  |  |  |  |  |  |  |  |  |
|  |                                                   |  |  |  |  |  |  |  |  |  |  |  |  |  |  |  |
|  |                                                   |  |  |  |  |  |  |  |  |  |  |  |  |  |  |  |